# Dicopomorpha echmepterygis
Dicopomorpha echmepterygis ist eine Erzwespenart aus der Familie der Zwergwespen (Mymaridae), deren Männchen als kleinste ausgewachsene Insekten weltweit gelten. Wie alle Arten dieser Familie ist sie parasitoid und legt ihre Eier in die Eier anderer Insekten.

## Merkmale
Die Männchen von Dicopomorpha echmepterygis sind mit 0,139–0,240 mm die kleinsten bekannten ausgewachsenen Insekten. Ihre winzigen Körper sind mitsamt komplettem Atmungs-,  Fortpflanzungs- und Kreislaufsystem kleiner als ein einzelliges Pantoffeltierchen. Sie haben keine Augen und Ocellen, die Antennen sind reduziert, und Flügel fehlen. Die Mundwerkzeuge sind reduziert, so dass sie keine Nahrung aufnehmen können. Sie müssen von ihren Nahrungsvorräten der Larvalzeit im Ei der Staublaus leben. Die Weibchen werden etwa 40 Prozent größer und sind beflügelt.
Die Weibchen legen ihre Eier in die Eier ihres Wirtes ab, in denen sich die Larven entwickeln. Es handelt sich dabei um Echmepteryx hageni, eine Art der Staubläuse (Psocoptera), wobei ein Ei zwischen ein bis drei Männchen und ein Weibchen enthalten kann. Die Männchen haben lange Beine, mit denen sie sich an die Weibchen klammern, die sie dann zum nächsten Wirt tragen, wo sie sich dann verpaaren können.